# Gustaf Walles
Gustaf Georg Walles, född 8 maj 1892 i Sundsvall, död där 10 januari 1972, var en svensk yrkesmålare, tecknare och målare.
Han var son till målarmästaren Georg Walles och Sofia Möllerberg och från 1936 gift med Anna Elisabeth Nilsson. Samtidigt som han utbildade sig till yrkesmålare studerade han teckning och målning vid Sundsvalls stads yrkesskola. Han blev målargesäll 1919 och mästare i dekorationsmåleri 1924. Under 1920-talet företog han ett flertal studieresor i Europa. Han arbetade under 1920-talet som dekorationsmålare i Göteborg och Stockholm innan han anställdes som lärare i konstindustriell fackteckning och fackmålning vid Sundsvalls stads yrkesskola. I Stockholm ställde han ut separat på bland annat Konstsalong Rålambshof 1948 och Galerie Æsthetica 1959 samt ett tiotal gånger i Sundsvall. Tillsammans med S Blomqvist och S Wästerberg ställde han ut i Sundsvall 1950 och han medverkade i ett flertal samlingsutställningar med provinsiell konst i Sundsvall och i utställningar med västernorrländsk konst i Härnösand, Örnsköldsvik och Kramfors. För hantverksföreningen i Sundsvall utförde han en stor takmålning i al secco 1930 och på Sundsvalls luftvärnsregemente utförde han en al seccomålning 1945 samt ett flertal väggmålningar för Sundsvalls stad. Hans konst består av figurer, stilleben och landskapsbilder från Härjedalen och Bornholm utförda i olja, tempera, gouache, akvarell eller vaxkrita. Walles är representerad vid bland annat Sundsvalls museum.